# 이정길 (1984년)
이정길(1984년 7월 22일 ~ )은 대한민국의 배우이다.

## 출연작

### 드라마
- 《줄리엣의 남자》 (SBS)
- 《여인천하》 (SBS)
- 《어쩌면 좋아》 (MBC)
- 《장희빈》 (KBS2)
- 《기쁜 소식》 (MBC) - 정만세 역
- 《영웅시대》 (MBC)
- 《소문난 칠공주》 (KBS2) - 황태자의 키 작은 친구 역
- 《신돈》 (MBC) - 공철 역
- 《대추나무 사랑걸렸네》 (KBS1)
- 《연개소문》 (SBS)
- 《수상한 삼형제》 (KBS2) - 최우선 역
- 《자유인 이회영》 (KBS1) - 영사관 직원 역
- 《폼나게 살거야》 (SBS) - 연구중 역
- 《광고천재 이태백》 (KBS2) - 김종욱 역
- 《불굴의 차여사》 (MBC) - 최경식 역
- 《오케이 광자매》 (KBS2) - 방기 역
- 《빨간풍선》 (TV CHOSUN) - 이 부장 역

### 영화
- 2004년 《태극기 휘날리며》
- 2007년 《저 하늘에도 슬픔이》 - 건달 역
- 2009년 《집행자》 - 동민 역

### 뮤지컬
- 《아가씨의 건달들》

### 예능
- 《켠김에 왕까지》(온게임넷, 2012년)

## 음반
- 1집 느린 버스 (2012년)